# Парламентские выборы во Франции (июнь 1946)
Парламентские выборы во Франции состоялись 2 июня 1946 года.
5 мая 1946 г. Учредительное собрание вынесло на референдум подготовленный им проект конституции. Большинством голосов (51,6 %) проект конституции был отклонён. Пришлось проводить выборы во второе Учредительное собрание, чтобы разработать новый проект конституции.

## Результаты

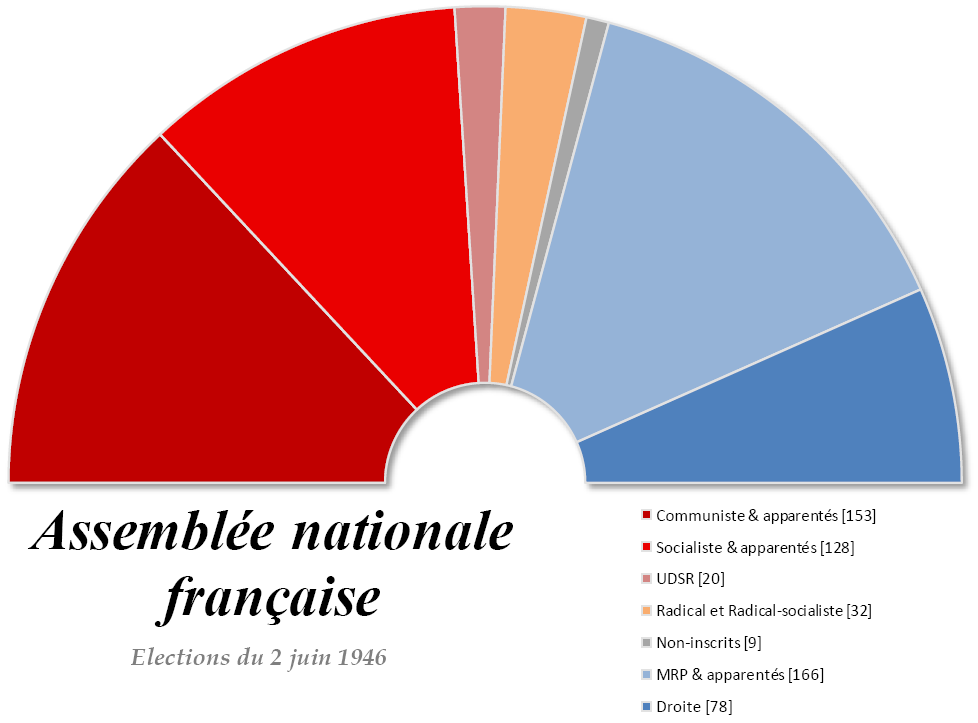
Национальное собрание Франции, 2 июня 1946

| Партия                                            | % голосов | Места |
| ------------------------------------------------- | --------- | ----- |
| Народно-республиканское движение (MRP)            | 28.2%     | 169   |
| Французская коммунистическая партия (PCF)         | 25.9%     | 153   |
| Французская секция Рабочего Интернационала (SFIO) | 21.1%     | 129   |
| Национальный центр независимых                    | 12.8%     | 67    |
| Радикальная партия (Radicaux)                     | 11.6%     | 53    |
| Прочие                                            | 0.1%      | 15    |
| Всего                                             | 100%      | 586   |